# 케플러-10b

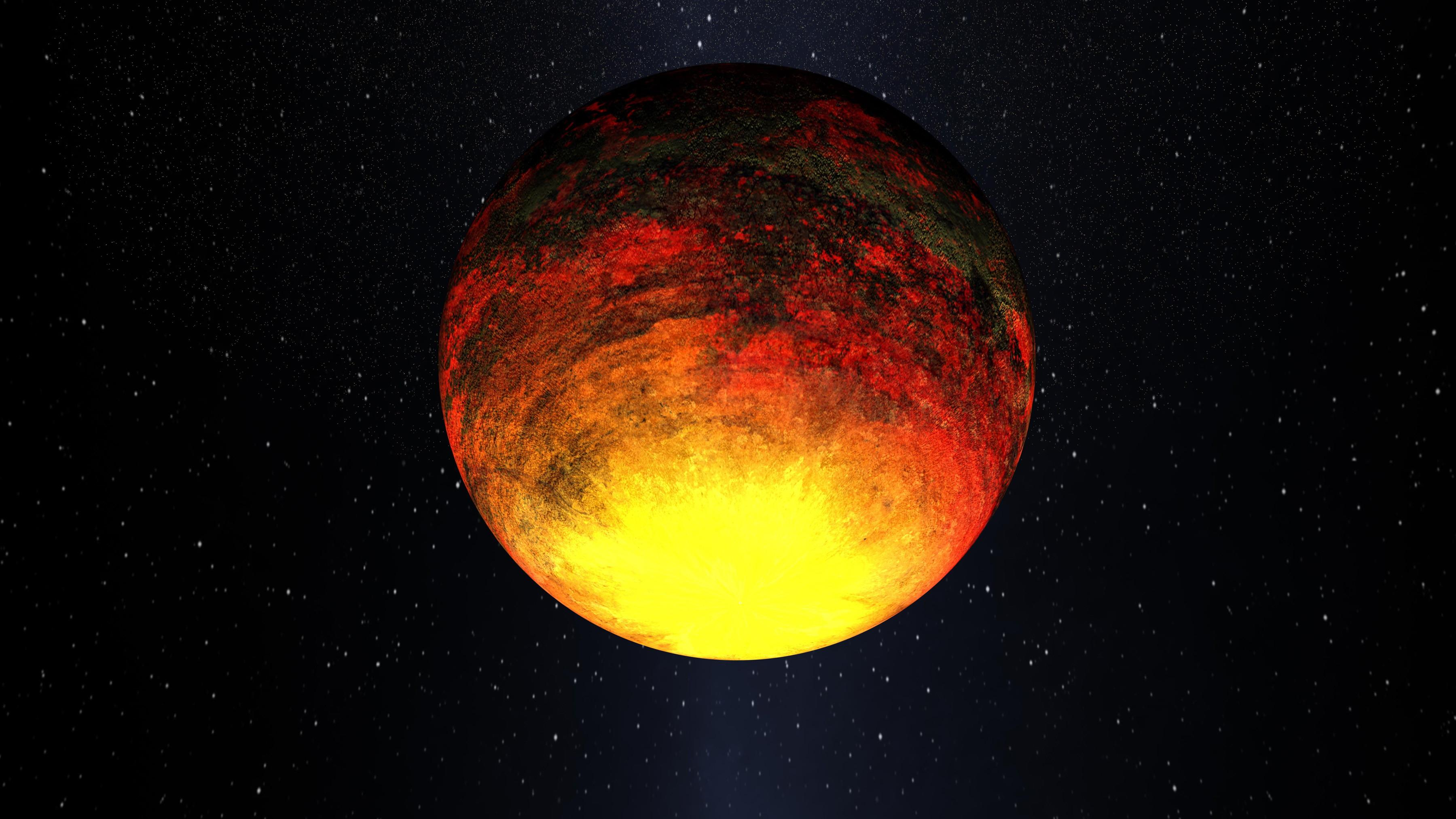
케플러 10b의 상상도

케플러-10b(Kepler-10b)는 케플러-10을 도는 외계 행성이다. 크기는 지구의 1.4배, 즉 지름이 약 1만 9,000km로 예측된다. 온도가 매우 높아서 생명이 살 수 없다.

## 같이 보기
- 케플러-10c